# Уна (округ)
Уна (англ. Una) — округ в индийском штате Химачал-Прадеш. Административный центр округа — город Уна. Округ является крупным промышленным центром и транзитным пунктом для туристов, направляющихся в Дхарамсалу и другие популярные туристические места в Гималаях (Куллу, Манали, Джаваламукхи, Чинтпурни и др.). В Уне находится крепость Кила, которой владели предки первого гуру сикхов Нанака.

## Население
Распространены языки Пенджаби, Пахари и Хинди. Люди носят штаны, рубашки, и брюки, с куртой и пижамой для мужчин, и шаровары для женщин.
По переписи 2001 года, население округа 447 967 с 997 женщинами на 1000 мужчин. Грамотность 81,09 %. Округ занимает 1549 км². Индусы и сикхи живут смешанно, но сикхов меньше.

## География
Уна лежит в юго-западной части штата, и окружено гималайским шаваликом. 1 сентября 1972, правительство Химачал-Прадеша резделило округ Кангра на три округа: Уна, Хамирпур, и Кангра.
Знаменитые места Уны: Чинтпурни-дхам, Дера Баба Барбхах Сингх, Дера Баба Рудру, Джогги Панга, Дхарамшала Маханта, храм Дхунсар Махадев Талмехра, Пир Нагаха — Маданпур Басоли, храм Шивбари Гагрет, и секретариат Мини.

## Экономика
Несмотря на развитую промышленность, большинство жителей занято в сельском хозяйстве.

## Транспорт
Уна соединена автомобильными и железными дорогами. 22-й Национальный хайвэй проходит через город Уна. Уна находится в 375 км на север от Нью-Дели и в 120 км от Чандигарха. Город соединён ширококолейной железной дорогой — единственной в штате. Два экспресса (Химачальский Экспресс и Джан Шатабди Экспресс) ходят в Дели ежедневно. Ближайший аэропорт в Чандигархе.